# تشيكوسلوفاكيا 1968 (فلم)
تشيكوسلوفاكيا 1968 (بالإنجليزية: Czechoslovakia 1968) (المعروف أيضًا باسم تشيكوسلوفاكيا 1918-1968) هو فيلم وثائقي قصير عام 1969 عن "ربيع براغ"، الغزو الروسي لتشيكوسلوفاكيا. تم إنتاج الفيلم من قبل وكالة المعلومات الأمريكية (USIA) تحت إشراف روبرت إم فريسكو ودينيس ساندرز ويتميز بتصميم الجرافيك لنورمان جولين.
حاز الفيلم على جائزة الأوسكار لأفضل موضوع وثائقي قصير  وفي عام 1997، تم اختياره لحفظه في السجل الوطني للأفلام بالولايات المتحدة من قبل مكتبة الكونغرس بعد أن تم تحديده على أنه «مهم ثقافيًا أو تاريخيًا أو جماليًا».

## الجدل
في عام 1972، حصل السناتور جيمس ل. باكلي على نسخة من تشيكوسلوفاكيا 1968 لعرضها على محطات تلفزيون نيويورك. اعترض رئيس لجنة العلاقات الخارجية في مجلس الشيوخ، جي. وليام فولبرايت، على البث بناءً على تفسير لقانون سميث موندت، الذي يحظر النشر المحلي للمواد التي تنتجها وكالة المعلومات الأمريكية. رفع فولبرايت دعوى قضائية إلى المدعي العام، لكن وزارة العدل رفضت التدخل بناءً على تفسير القانون الأمريكي الحالي. في عام 1972، عدل الكونجرس قانون سميث موندت، بناءً على هذا الحدث، لحظر النشر المحلي للمواد التي تنتجها وكالة المعلومات الأمريكية. تم إلغاء USIA في عام 1999.

## الجوائز
- 1970 - جائزة الأوسكار لأفضل موضوع وثائقي قصير[9]

## روابط خارجية
- مقال بعنوان «تشيكوسلوفاكيا 1968» لروبرت إم فريسكو في السجل الوطني للسينما
- مقال بعنوان «تشيكوسلوفاكيا 1968» بقلم دانييل إيجان في تراث الفيلم الأمريكي: الدليل الموثوق لأفلام لاندمارك في السجل الوطني للفيلم، إيه آند سي بلاك، 2010(ردمك 0826429777)، الصفحات 656-657
- Czechoslovakia 1968  في قاعدة بيانات الأفلام على الإنترنت (بالإنجليزية)
- الفيلم كاملا على موقع يوتيوب
- تشيكوسلوفاكيا 1918-1968 في موبي